# Adranus
Adranus lub Adranos (gr. Αδρανός) – w mitologii rzymskiej bóg ognia czczony na Sycylii przez jej rdzennych mieszkańców – Sykulów.
Oddawano mu cześć przede wszystkim w okolicach miasta Adrano (staroż. Adranus), w pobliżu Etny. Miał zamieszkiwać pod wulkanem, zanim został stamtąd wypędzony przez Hefajstosa/Wulkana. Poświęconym mu zwierzęciem był zapewne pies, o czym świadczy wzmianka u Klaudiusza Eliana o tysiącu świętych psów, hodowanych w pobliżu jego świątyni. Za kochankę Adranusa uchodziła nimfa Talia; według jednej z wersji mitu para ta była rodzicami Palików (w innych wersjach uchodzących za synów Zeusa).
Niektórzy badacze wskazują na możliwe podobieństwa między Adranusem a perskim bóstwem Adarem i fenickim Adramelechem; obydwaj są kojarzeni z ogniem i słońcem.